# Xã Harrison, Quận Mahaska, Iowa
Xã Harrison (tiếng Anh: Harrison Township) là một xã thuộc quận Mahaska, tiểu bang Iowa, Hoa Kỳ. Năm 2010, dân số của xã này là 608 người.